# Gustaf Norlin
Gustaf Norlin, né le 9 janvier 1997 à Lidköping en Suède, est un footballeur suédois qui évolue au poste d'ailier droit au ŁKS Łódź.

## Biographie

### En club
Né à Lidköping en Suède, Gustaf Norlin est formé par le club local de Lidköpings FK où il évolue dans les divisions inférieures du football suédois avant de rejoindre le Skövde AIK, avec lequel il joue en troisième division suédoise.
Il inscrit son premier but pour le Skövde AIK le 5 mai 2018, contre le Utsiktens BK, en championnat. Il est titularisé et participe à la victoire de son équipe par quatre buts à zéro.
Le 11 juillet 2019, est annoncé le transfert de Gustaf Norlin au Varbergs BoIS pour la saison suivante. Il joue son premier match sous ses nouvelles couleurs le 24 février 2020, à l'occasion d'une rencontre de Svenska Cupen face à l'Hammarby IF. Il est titulaire ce jour-là et son équipe s'incline lourdement par cinq buts à un. Norlin découvre l'Allsvenskan, l'élite du football suédois en même temps que son club, jouant son premier match lors de la première journée de la saison 2020, le 15 juin 2020 contre l'Helsingborgs IF. Il est titulaire et se fait remarquer en inscrivant un but, son premier pour le club et dans l'élite. Il participe ainsi à la victoire de son équipe, qui s'impose par trois buts à zéro ce jour-là.

### IFK Göteborg
Le 5 février 2021, Gustaf Norlin s'engage avec l'IFK Göteborg. Il signe pour un contrat courant jusqu'en 2024,. 
Il joue son premier match sous ses nouvelles couleurs le 20 février 2021, à l'occasion d'une rencontre de Svenska Cupen face au Sandvikens IF. Il est titulaire ce jour-là et son équipe l'emporte par quatre buts à trois.
Le 5 septembre 2022, Norlin se fait remarquer en réalisant son premier doublé pour l'IFK Göteborg, sur la pelouse du Mjällby AIF. Titulaire ce jour-là, il contribue avec ses deux buts à la victoire des siens (1-4 score final),.

### ŁKS Łódź
Le 21 janvier 2025, Gustaf Norlin quitte l'IFK Göteborg pour rejoindre la Pologne et le club du ŁKS Łódź, pour ce qui est sa première expérience à l'étranger. Il signe un contrat courant jusqu'en juin 2026.